# Czerwono-Czarni
Czerwono-Czarni (русск. Красно-чёрные) — польский музыкальный ансамбль, созданный в Гданьске в 1960 году. Ансамбль является одним из родоначальников бит-музыки в Польше.

## Возникновение ансамбля и состав
Ансамбль был создан 22 июня 1960 года при гданьском «Джаз-клубе» по инициативе польского деятеля культуры Франтишека Валицкого. Клуб был оформлен в красном и чёрном цвете, что и стало поводом для названия созданного ансамбля. Причиной создания группы стало прекращение деятельности  ансамбля Rythm and Blues, просуществовавшего только один год.
Первый состав группы был таким: Пшемыслав Гвоздзёвский — саксофон, Веслав Бернолак — гитара, Збигнев Вильк — фортепиано, Веслав Даменцкий — контрабас, Рышард Жук — перкуссия, а вокалистами были: Марек Тарновский, Анджей Йордан и Януш Годлевский.
Позже с ансамблем выступали следующие солисты: Анна Цэвэ, Михай Бурано, Генрик Фабиан, Войцех Гонссовский, Тони Кечер, Мацей Коссовский, Яцек Лех, Юзеф Ледецкий, Хелена Майданец, Катажина Собчик, Карин Станек, Марианна Врублевска. В 1977 году в группе пели Ежи Гурай, Сандра Пастернак и Ирэна Возняцка.
Принять участие в ансамбле успело множество инструменталистов: Кшиштоф Бернард — гитара и виолончель, Марьян Наперальский — труба; саксофонисты Збигнев Бизонь, Войцех Мичиньский, Мирослав Вуйцик; гитаристы Веслав Бернолак, Пётр Пулавски, Клаудиуш Мага, Рышард Познаковский, Томаш Спевак; бас-гитаристы и контрабасисты Веслав Катана, Станислав Кравчик, Здислав Орловский, Януш Рафальский, Генрик Зомерский; перкуссионисты Рышард Громек, Ян Кнап, Пётр Милевский.
Музыкальными руководителями группы были: З. Гарсен (Вильк) (1960), В. Бернолак (1961—1963), Ю. Кжечек (1963), З. Бизонь (1964), Р. Познаковский (1965—1967) и Г. Зомерский (с 1968).

## Деятельность ансамбля
Дебют группы состоялся 23 июля 1960 года в студенческом клубе «Жак» в Гданьске. Первый миньон был записан 23 апреля 1961, где ансамбль исполнил 4 рок-н-ролльных композиции, которые ранее исполнялись ведущими западными музыкантами. Этот миньон является первой польской пластинкой, где звучал зарубежный рок-н-ролл. Ансамбль принимал участие во многих конкурсах для начинающих вокалистов. Так свою карьеру начали такие исполнители как Войцех Гонссовский, Хелена Майданец и Марианна Врублевска.
Ансамбль был очень популярен и участвовал в большом количестве музыкальных фестивалей (Международный фестиваль песни в Сопоте, Национальный фестиваль польской песни в Ополе, Фестиваль военной песни в Колобжеге), где получил множество наград. Между 1964 и 1966 годами группа дала концерты в Чехословакии, ГДР, США и Канаде. Также их выступления можно было увидеть в фильмах «Девушка из банка» (реж. Я. Насфетер) и «Два ребра Адама» (реж. Я. Моргенштерн). 13 апреля 1967 года Czerwono-Czarni выступили вместе с The Rolling Stones во время их концерта в Варшаве.

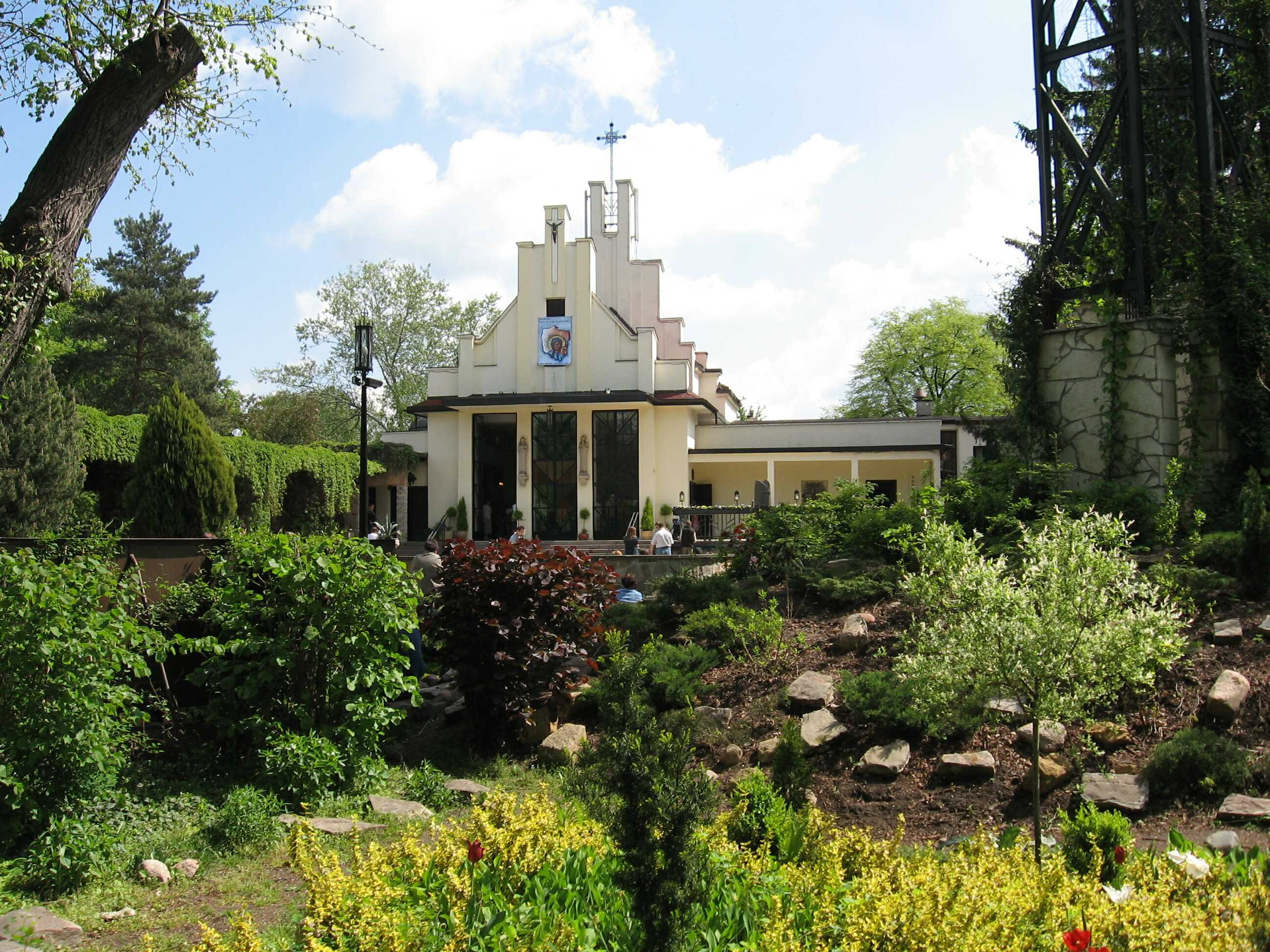
Место премьеры бит-мессы

Популярность ансамбля начала падать после того, как летом 1967 группу покинул Рышард Познаковский. В 1968 году группа представила авангардное музыкальное представление — бит-мессу «Pan przyjacielem moim», которая была написана Катажиной Гертнер и Казимиром Гжешковяком. Премьера представления состоялась в городе Подкова Лесьна под Варшавой в костёле Св. Христофора.
В 1971 году ансамбль приостановил выступления и записи пластинок. Уже в 1972 Czerwono-Czarni выступили на Фестивале военной песни в Колобжеге, где был удостоен награды. По сути, в 1976 ансамбль прекратил свою деятельность. В 1977 году группа выступала под названием Longplay с новыми вокалистами (Е. Гурай, С. Пастернак, И. Возняцка). Некоторые вокалисты продолжили сольную карьеру. Среди них: Хелена Майданец, Катажина Собчик, Карин Станек, Мацей Коссовский и Яцек Лех.
По состоянию на 2011 год многих участников ансамбля уже нет в живых: Клаудиуш Мага умер 27 февраля 1971 года, Рышард Громек — 27 февраля 1984, Юзеф Кшечек — 22 августа 1991, Тадеуш Мруз — 17 сентября 1991, Генрик Фабиан — 21 августа 1998, Хелена Майданец — 18 января 2002, Пшемыслав Гвоздзёвский — 23 сентября 2005, Яцек Лех — 25 марта 2007, Марек Тарновский — 15 января 2008, Тони Кечер — 24 ноября 2009, Катажина Собчик — 28 июля 2010, Карин Станек — 15 февраля 2011, Генрик Зомерский — 16 апреля 2011.

### Призы и награды

#### Национальный фестиваль польской песни в Ополе
- Приз для Михая Бурано
- Приз для Хелены Майданец
- Приз для Катажины Собчик
- Приз для Карин Станек
- 1964 — I приз за песню «O mnie się nie martw»
- 1966 — награда Председательствующего Комитета Радио и Телевидения за песню «Nie bądź taki Szybki Bill»
- 1967 — награда Опольского товарищества друзей за песню «Trzynastego»

#### Другие
- 1972 — Серебряный перстень на Фестивале военной песни в Колобжеге.

## Интересные факты
- Ансамбль долгое время конкурировал с ансамблем Niebiesko-Czarni.
- В 1961 году группа организовала всепольский конкурс «Ищем молодые таланты».
- Несколько песен коллектива были использованы артистами Театра студии Буффо в своих музыкальных представлениях («Był taki ktoś», «Dwudziestolatki», «Lucille», «Mały Książę», «Nie bądź taki Szybki Bill», «O mnie się nie martw», «Wala twist»).
- Некоторые исполнители молодого поколения также исполняют песни группы (Doda, Кася Клих).
- Песни «Pod papugami» и «Nie wiem czy to warto» также хорошо известны в исполнении Чеслава Немена.

## Дискография
Группа выпустила 5 студийных альбомов, 24 мини-альбома, 9 сборников, 6 синглов.

### Студийные альбомы
- Czerwono-Czarni (1966)
- 17.000.000 (1967)
- Msza beatowa „Pan przyjacielem moim” (1968)
- Zakochani są sami na świecie (1968)
- Bądź dziewczyną moich marzeń (1970)